# Aythya australis

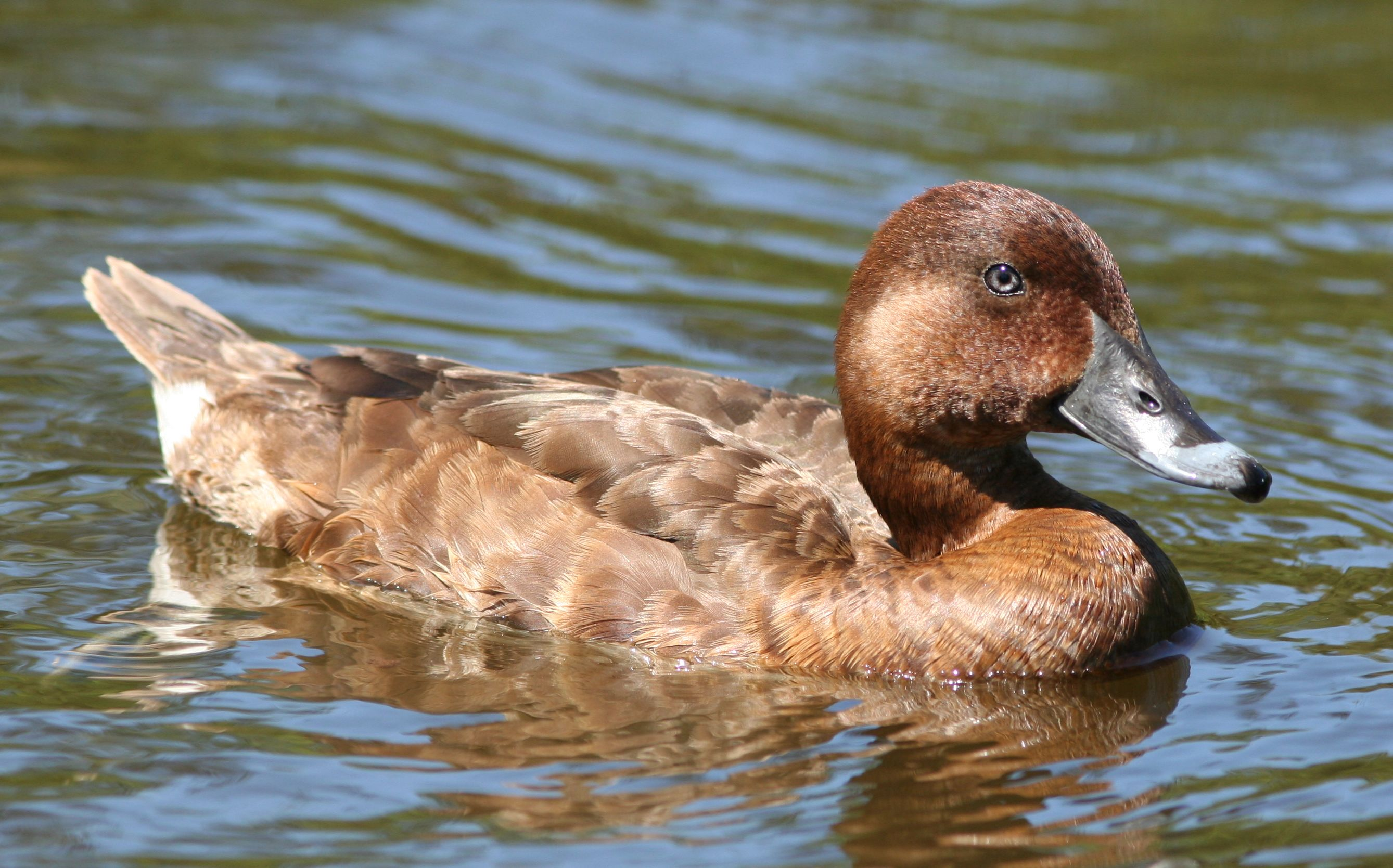
Immaturo, privo dell'occhio bianco

La moretta australiana, Aythya australis, è la sola vera anatra tuffatrice che viva in Australasia. Le morette australiane sono comuni nel sud-est dell'Australia, soprattutto nel bacino del Murray-Darling, ma anche nelle zone più umide nei pressi delle coste. In anni normali sono abbastanza nomadi, ma si disperdono largamente in periodi di siccità. Un certo numero di questi animali raggiunge allora la Nuova Guinea, la Nuova Zelanda e le isole del Pacifico, dove questi possono rimanere per un certo tempo, riproducendovisi perfino per una o due stagioni.
Come gli altri membri del gruppo dei moriglioni, le morette australiane si nutrono immergendosi in profondità, spesso rimanendo sommerse per un minuto alla volta. Scivolano sott'acqua formando un'increspatura appena percettibile, rivolgendo semplicemente le loro teste verso il basso e sospingendosi con i loro piedi palmati. Mangiano una vasta gamma di piccole creature acquatiche, integrando la loro dieta con erbe acquatiche.
Le morette australiane preferiscono i laghi più grandi, le paludi e i fiumi con acque profonde, ma vengono spesso avvistate anche in ruscelli più piccoli, praterie allagate e stagni poco profondi. Come regola generale, evitano le acque costiere. Si spingono raramente sulla terraferma e non si appollaiano mai sugli alberi.
Le morette australiane sono piccole rispetto alle dimensioni standard delle anatre, non superando solitamente i 45 cm di lunghezza, anche se a volte raggiungono i 60 cm, e sono nell'insieme di forma visibilmente più arrotondata di quella della maggior parte delle anatre. Sia il maschio che la femmina presentano le parti superiori di color bruno-cioccolato uniforme, con i fianchi rossicci e le regioni inferiori bianche (che sono spesso invisibili se l'anatra si trova in acqua). I bordi d'uscita e quasi l'intero lato inferiore delle ali sono bianchi. Nel maschio, gli occhi sono di un particolare colore bianco (le morette australiane sono indicate qualche volta come anatre dagli occhi bianchi), mentre nelle femmine sono bruni.
Largamente diffusa in tutto il suo vasto areale, la moretta australiana viene considerata a rischio minimo nella Lista Rossa delle Specie Minacciate della IUCN.